# ملاقات ابوت و کاستلو با دکتر جکیل و آقای هاید
ملاقات ابوت و کاستلو با دکتر جکیل و آقای هاید (انگلیسی: Abbott and Costello Meet Dr. Jekyll and Mr. Hyde) فیلمی به کارگردانی چارلز لمانت محصول ۱۹۵۳ کشور ایالات متحده آمریکا است.